# Hørup (Sydslesvig)
 For alternative betydninger, se Hørup. (Se også artikler, som begynder med Hørup)
Hørup (tysk: Hörup) er en landsby og kommune beliggende få kilometer vest for Flensborg på gesten i Sydslesvig. Administrativt hører kommunen under Slesvig-Flensborg kreds i den tyske delstat Slesvig-Holsten. Kommunen samarbejder på administrativt plan med andre kommuner i omegnen i Skovlund kommunefælleskab (Amt Schafflund). Til kommunen hører også Bjørnshoved (Bärenshöft), Hørup Mark (Hörupfeld), Ny Hørup og Spølbæk (Spölbek). I kirkelig henseende hører Hørup under Nørre Haksted Sogn. Sognet lå i Vis Herred (Flensborg Amt), da Slesvig var dansk indtil 1864.
Hørup er første gang nævnt 1474. Stednavnet henføres til enten høj eller hø. Kommunen er landbrugspræget med flere landbrugsbedrifter i kommunenes areal. Sydøst for byen blev indtil starten af 1900-tallet udvundet myremalm.
De mange vandløb i kommunens areal gjorde det nødvendig at bygge flere broer. I 1769 forordnede Christian 7. oprettelsen af tre broer. Kommunens største vandløb er Skovlund Å. En bro er også gengivet i Hørups byvåben.